# Ernest Orlando Lawrence
Ernest Orlando Lawrence (Canton, 8 agosto 1901 – Palo Alto, 27 agosto 1958) è stato un fisico statunitense.
Inventore e perfezionatore del ciclotrone, il primo acceleratore di particelle elementari. L'invenzione fruttò a Lawrence il premio Nobel per la fisica nel 1939.

## Biografia

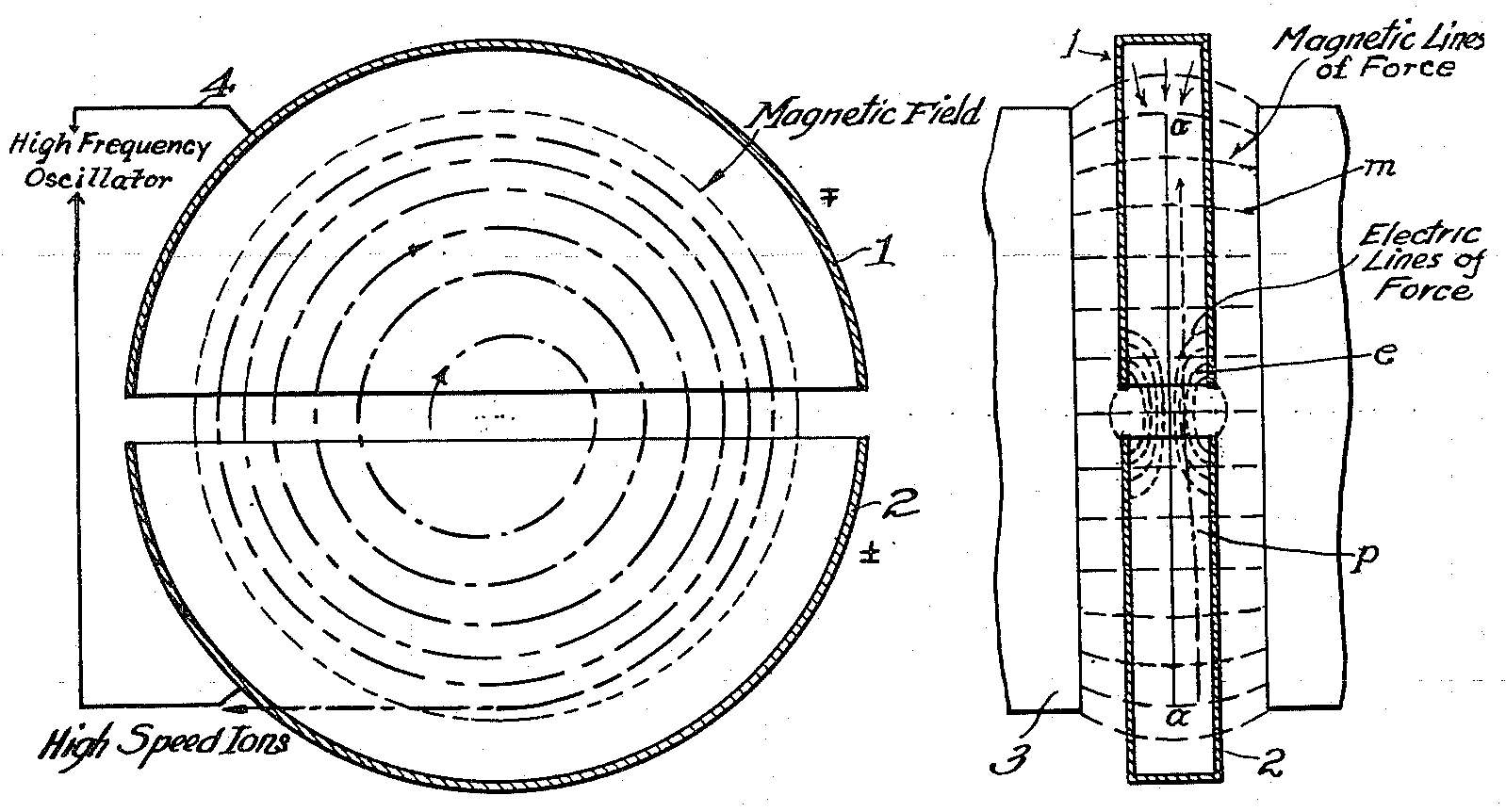
Diagramma del ciclotrone dal suo brevetto del 1934.

Dopo aver studiato alle Università del South Dakota, del Minnesota e Yale, dal 1927 in poi lavorò all'Università di Berkeley, dove nel 1930 fu nominato professore di fisica e nel 1936 direttore del laboratorio di radiazioni.
Assieme a suo fratello John, sperimentò le applicazioni in medicina sia dei neutroni come agenti distruttivi dei tessuti cancerosi, sia dei radioisotopi come traccianti per studiare il ricambio organico.
Nel laboratorio diretto da Lawrence furono isolati nel 1940 due nuovi elementi radioattivi: il nettunio ed il plutonio. Quest'ultimo ebbe grande importanza nel progetto Manhattan, che portò gli Stati Uniti alla realizzazione della prima bomba atomica. Lawrence ebbe una parte di primo piano in quest'impresa, ed il suo lavoro fu fondamentale per costruire la bomba atomica contribuendo, assieme a Robert R. Wilson, allo sviluppo della tecnica di separazione dell'Uranio 235, con il quale fu costruita la bomba che distrusse Hiroshima. La tecnica di separazione dell'uranio 235 è alla base della reazione nucleare anche nelle moderne bombe atomiche.
Nel 1957 gli è stato assegnato il Premio Enrico Fermi.